# Pirttilampi
Pirttilampi är en mycket liten sjö i Finland. Den ligger i Sotkamo och landskapet Kajanaland. Pirttilampi ligger 230,5 meter över havet.